# Polythlipta divaricata
Polythlipta divaricata là một loài bướm đêm trong họ Crambidae.